# Tornado de San Carlos de 2013
El tornado de San Carlos de 2013 fue un fenómeno meteorológico ocurrido el día viernes 31 de mayo de 2013 en la ciudad de San Carlos, Región de Ñuble, Chile. Esta zona, al igual que el resto del país, no es propensa a este tipo de fenómenos climáticos, sin embargo, en 1981 ocurrió un hecho similar en la ciudad. Fue calificado como F2 en la escala Fujita-Pearson según la National Geographic.

## El Tornado
El día viernes 31 de mayo de 2013 la zona centro y sur de Chile eran afectados por un sistema frontal proveniente desde el océano Pacífico desde hace 2 días. 
El tornado se produjo a eso de las 11:20 horas en las afueras del Cementerio Municipal de San Carlos, donde destruyó algunas florerías, se dirigió al oriente por la calle Navotavo, de importante concurrencia en la ciudad, destruyendo y dañando viviendas a su paso, desapareció unos 500 metros más arriba, donde destruyó gran parte de una ferretería.
Se originó por la aparición de la nube denominada "Cumulonimbos", que aparece luego de un sistema frontal, que afectó a Chile esos días. A su vez, la nube se originó por un cambio repentino de la temperatura, explicado por el calentamiento de la tierra y el frío del aire, lo que produce una presión atmosférica entre el suelo y el aire; esto produce una corriente descendente, desde la nube al suelo, la que toma un giro de entre 200 a 250 kilómetros por hora (el tornado de San Carlos fue de 228 km/h) y que se mueve en forma aleatoria alcanzando una fuerza capaz de destruir todo a su paso. Cabe destacar que el fenómeno se mantiene activo mientras la temperatura del suelo y el aire sea considerablemente diferente, no suele durar más de 20 minutos (el de San Carlos duró 12) y luego desaparece.

## Consecuencias

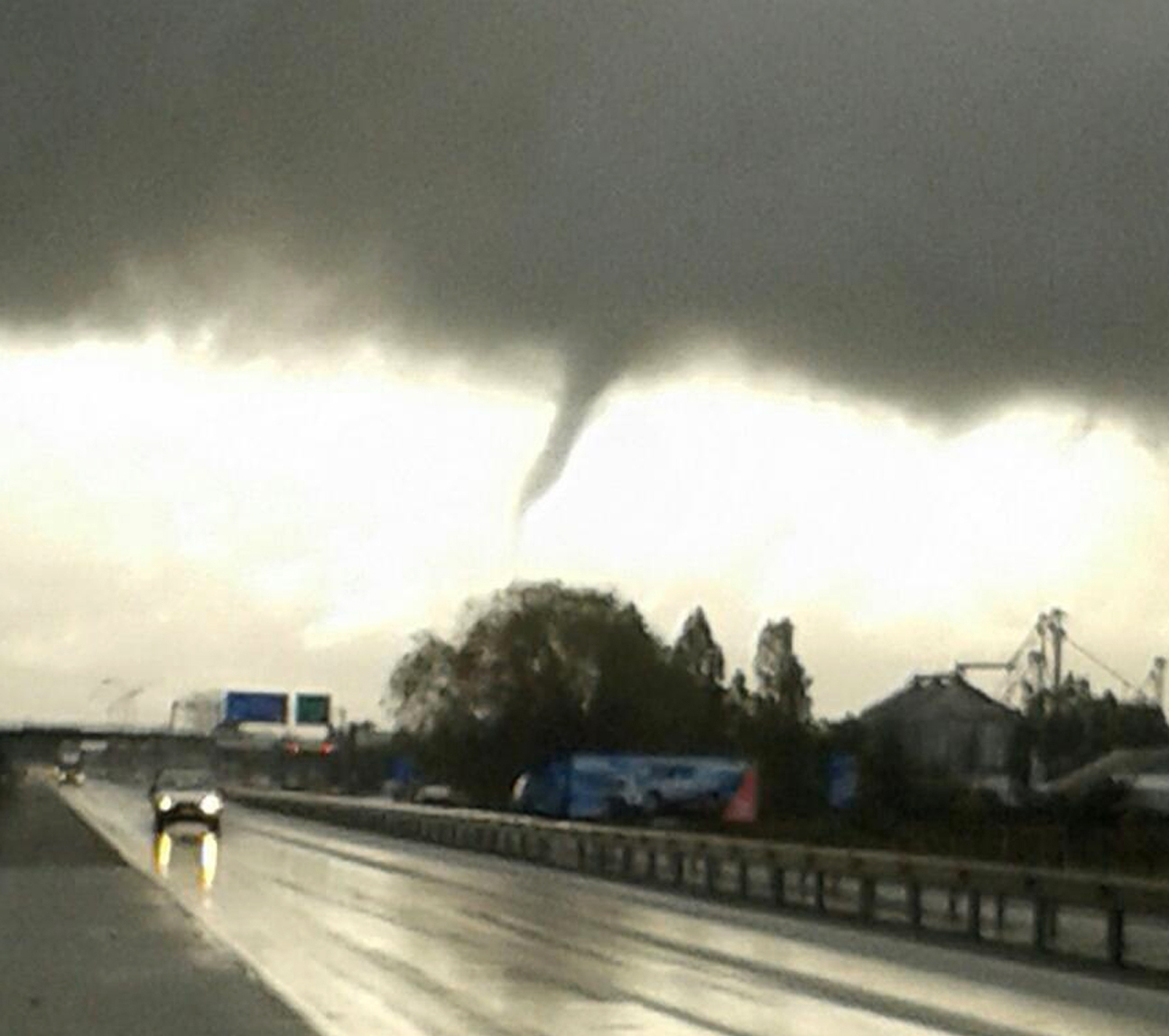
Fotografía del tornado de San Carlos, tomada desde la Ruta 5.

La ONEMI decretó estado de emergencia en la comuna y zonas aledañas, las localidades de Cachapoal (donde un rumor mencionó que el tornado también afectó este pueblo), Ninhue, San Fabián de Alico, San Gregorio de Ñiquén y San Nicolás.
A la hora del tornado, el "Liceo Violeta Parra Sandoval" estaba en medio de clases y se encontraban en su interior unos 600 alumnos más el personal del establecimiento, quienes, según los informes noticiosos locales, se «resguardaron bajo las mesas mientras las ventanas explotaban y el techo se volaba», esto provocó un caos entre los padres de la zona que, además de la desconcertación originada por este extraño suceso, retiraban a sus hijos en medio de un caos y 1 herido; por su parte otras escuelas y liceos de la ciudad se vieron obligados a entregar a los estudiantes debido al pánico colectivo de la ciudad.
En cuanto a daños, el liceo Violeta Parra quedó con algunas salas de clases sin techo y vidrios rotos, las clases se suspendieron por 1 semana, una pandereta en la calle Navotavo colapsó tapando parte de la arteria, el tránsito de colectivos de la ciudad se detuvo y se produjo un corte de energía eléctrica que afectó también a Cachapoal, Ninquihue y San Fabián de Alico, también se vieron afectadas 2 sedes sociales y unas 5 florerías ubicadas en las afueras del Cementerio Municipal; sin embargo, el símbolo del desastre fue la "Ferretería Almet" que quedó gravemente destruida y fue la figura periodística del tornado.
En daños a personas, no se registraron fallecidos, si 2 heridos, 1 inspector de Liceo Violeta Parra que fue golpeado por una lata de zinc del techo del establecimiento y 1 transeúnte de la calle Navotavo que fue herido por la caída de una pandereta.
A final de cuentas, 103 viviendas se vieron afectadas de diversa consideración, 47 de ellas inhabitables, con un saldo de 412 personas afectadas y 232 damnificados.